# Wacław Gawroński
Wacław Marian Teofil Gawroński (ur. 21 lutego?/5 marca 1893 w Petersburgu, zm. 27 marca 1979 w Chicago) – polski prawnik i urzędnik konsularny, wydawca i redaktor.

## Życiorys
Urodził się w rodzinie Teofila i Jadwigi z Rawów. Absolwent szkoły handlowej w Kielcach, maturę zdał w gimnazjum filologicznym. Ukończył studia na Wydziale Prawnym Uniwersytetu w Kazaniu. Uzyskał doktorat z prawa na Uniwersytecie Jana Kazimierza we Lwowie.
W latach 1918–1919 był członkiem misji specjalnej na południu Rosji - był komisarzem do spraw reemigracji, kier. Agencji Konsularnej KP w Taganrogu. Później pracował w MSZ  oraz pełnił m.in. funkcje konsula w Lille (1924–1928), naczelnika Wydziału Organizacyjno-Konsularnego MSZ (1928–1930), konsula generalnego w Berlinie (1930–1934), konsula generalnego w Chicago (1934–1939), po czym udzielono mu urlopu bezpłatnego, a Gawroński przeniósł się do Toledo w stanie Ohio (1939–1961). Na początku lat 50. był wydawcą i redaktorem naczelnym czasopisma kulturalnego „Ameryka-Echo” w Toledo. Następnie przeniósł się do Chicago, gdzie 27 marca 1979 zmarł w szpitalu; pochowany na cmentarzu Calvary (Calvary (Toledo) Cemetery) w hrabstwie Lucas, w stanie Ohio.
Od 27 stycznia 1917 był mężem Zofii z Popławskich (1886–1957).

## Ordery i odznaczenia
- Krzyż Komandorski Orderu Odrodzenia Polski (3 maja 1966)[2]
- Krzyż Oficerski Orderu Odrodzenia Polski (21 lutego 1951)[3]
- Krzyż Kawalerski Orderu Odrodzenia Polski (11 listopada 1936)[4][5]
- Złoty Krzyż Zasługi (12 lutego 1929)[6]
- Medal Dziesięciolecia Odzyskanej Niepodległości[7]
- Brązowy Medal za Długoletnią Służbę[7]
- Krzyż Komandorski Orderu św. Sawy (Jugosławia)[7]
- Krzyż Komandorski Orderu Korony (Belgia)[7]